# Zalma
Zalma – wieś w Stanach Zjednoczonych, w stanie Missouri, w hrabstwie Bollinger.